# Merlin de Cordebeuf
Huguet dit Merlin de Cordebeuf est un homme de lettres français du XVe siècle. Il était officier à la cour des ducs de Bourbon. Plus tard, il fut écuyer du roi Charles VII. Il est l'auteur d'un court traité sur les chevaliers errants (L'ordonnance et manière des chevaliers errants).

## Biographie

### Famille
Son nom patronymique était Regnauld ou Regnaud. Mais il portait le nom de la terre de Cordebeuf ou Cordeboeuf, située dans la paroisse de Paray-sous-Briailles, près de Saint-Pourçain-sur-Sioule. Il était le fils puîné de Durand Regnauld de Cordebeuf, écuyer, dont on ne connaît pas la filiation.
Sa première femme, Jamette de Nesson, nièce du poète Pierre de Nesson, qu'il avait épousée à Paris le 25 janvier 1431, était elle-même poétesse.
Il se remaria avec Antonie Blanc (ou Blanche). De ce second mariage est issu Robert Regnauld de Cordebeuf ou Cordeboeuf, dont descend la maison de Cordeboeuf-Beauverger-Montgon, importante famille de la noblesse bourbonnaise et auvergnate.
Il est encore vivant, mais certainement très âgé, le 21 juin 1499 au contrat de mariage de son fils Robert avec Françoise de La Garde.

### Carrière
Il est d'abord au service du duc de Bourbon, Charles Ier. À ce titre, il participe à la Praguerie (1440), révolte des grands féodaux et du dauphin Louis, futur Louis XI, contre Charles VII. Après l'échec de la rébellion, il bénéficie du pardon général accordé par le roi. On le trouve ensuite au service du roi.

## Œuvre
L'Ordonnance et manière des chevaliers errants est un court traité conservé dans un manuscrit de la Bibliothèque nationale de France. Il tient sur sept feuillets seulement, dont les deux derniers ne sont pas entiers. Il suit un autre traité, anonyme, dont le thème est proche et dont Antoine Thomas pense qu'il pourrait être aussi de Merlin de Cordebeuf.